# Cazouls-lès-Béziers
Cazouls-lès-Béziers település Franciaországban, Hérault megyében. Lakosainak száma 5185 fő (2022. január 1.). Cazouls-lès-Béziers Cazedarnes, Cessenon-sur-Orb, Maraussan, Maureilhan, Murviel-lès-Béziers, Puisserguier és Thézan-lès-Béziers községekkel határos.

## Népesség
A település népességének változása:
| Lakosok száma | 3171 | 3071 | 3251 | 3920 | 4758 | 4918 | 4987 | 5060 | 5124 | 5185 |
|               | 1968 | 1982 | 1990 | 2006 | 2013 | 2015 | 2017 | 2019 | 2020 | 2022 |